# Pyhäranta
Pyhäranta is een gemeente in de Finse provincie West-Finland en in de Finse regio Varsinais-Suomi. De gemeente heeft een landoppervlakte van 143,53 km² en telt 1.963 inwoners (2022).